# Bevrijdingsmonument Tielt
Het Bevrijdingsmonument van Tielt is een tankmonument ter nagedachtenis aan de Poolse bevrijders van deze stad, geplaatst op het Generaal Maczekplein te Tielt. Het monument bestaat uit een Sherman Fireflytank met een plaquette, een gedenkmuur, kasseien en verschillende vlaggen en werd in 1979 ingehuldigd door de Poolse generaal Stanisław Maczek.

## Historische achtergrond
Op 8 september 1944 werd Tielt bevrijd door generaal Maczek en zijn 1e Poolse Pantserdivisie. Hierbij vonden in de binnenstad enkele schermutselingen plaats van geallieerde tanks met de Duitse bezetters, waarbij ook twee tanks werden verwoest. Niet lang hierna verkreeg Maczek het ereburgerschap en werden verschillende monumenten en herdenkingsplaatsen opgericht. Zo kreeg toen ook het Generaal Maczekplein zijn naam.

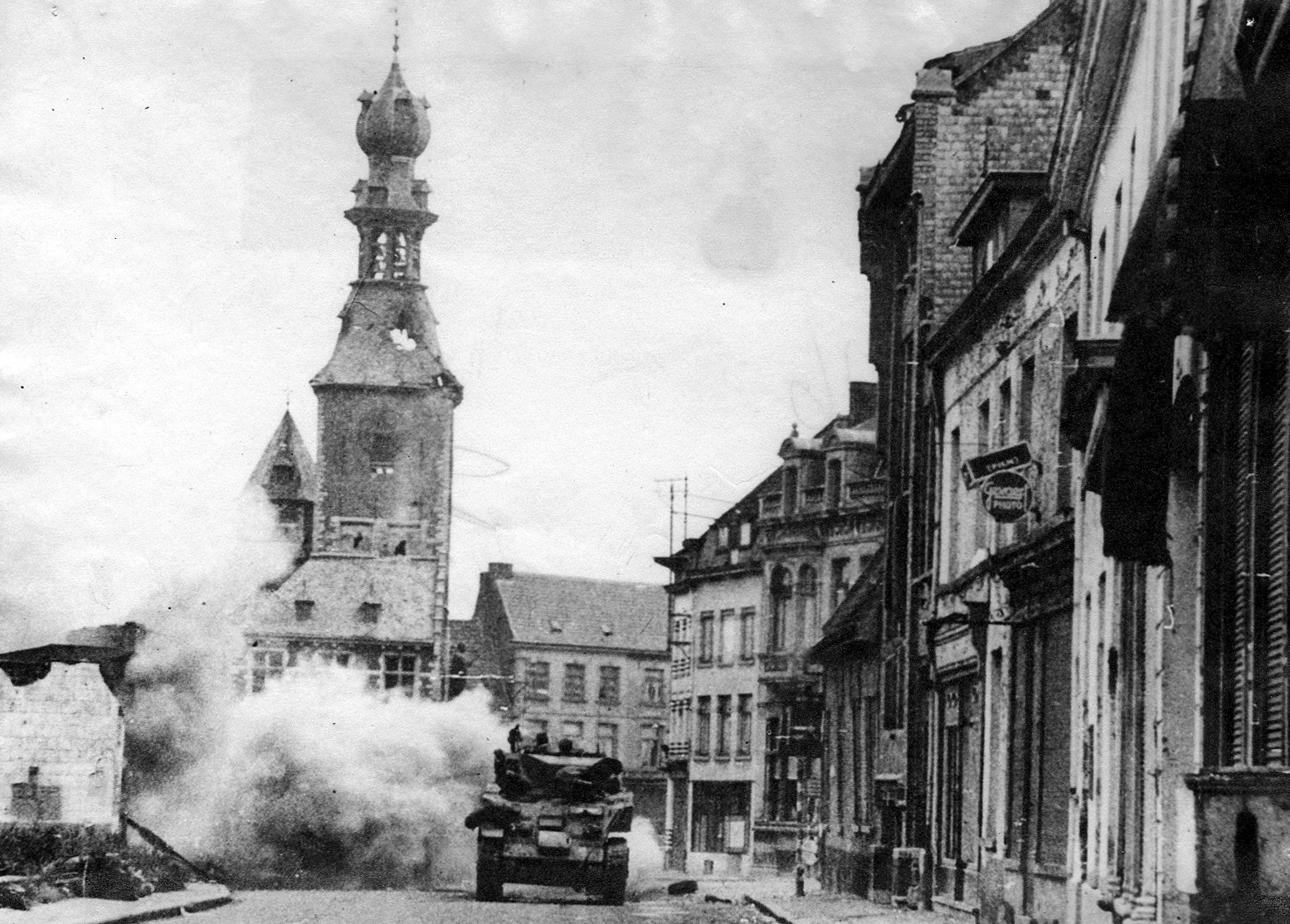
Poolse tank in Tielt (1944)

## Totstandkoming van het monument

### Plaatsing in 1979
In 1979 werd de huidige (ook zonder motor 34 ton wegende) tank door Tielt aangekocht om als Bevrijdingsmonument te dienen. Dit initiatief kwam vanuit burgemeester Daniël Vander Meulen. Na een sponsoractie en lange onderhandelingen slaagde Tielt erin een van de drie tanks te bemachtigen uit de kazerne van Stockem bij Aarlen, uit de daar aanwezige Pantserschool. Op deze tank werd het divisiekenteken van de 1e Poolse Pantserdivisie geschilderd. Ook kwam het regimentsnummer van het 24ste Regiment Lansiers erop te staan, met standplaats te Krasnik in Polen, waardoor later de verbroedering tussen beide steden werd bevestigd en vastgelegd. De tank is in bruikleen van het Koninklijk Museum van het Leger en van de Krijgsgeschiedenis.
Op 8 september 1979, precies 35 jaar na de bevrijding van Tielt, werd het monument op het Generaal Maczekplein ingehuldigd door Maczek zelf, die toen de volgende wens uitsprak:
"I sincerely hope that the bonds of friendship started with the liberation of Tielt and continued over more than 35 years by those who remember and by your younger generation will last in undiminished strenght for many years to come."

### Verplaatsing in 2002
Toen in 2002 het Generaal Maczekplein herbouwd was en de Europahal aan dat plein gebouwd was, werd het tankmonument een aantal meters verplaatst en werd een educatieve tekst toegevoegd. In aanwezigheid van 25 Poolse veteranen werd dit vernieuwde monument op 9 mei 2002 ingehuldigd.

### Verplaatsing in 2017
Een laatste verplaatsing vond plaats op 26 oktober 2017. Vanwege de aanbouw van jeugdlokalen werd het op een andere plaats op hetzelfde plein neergezet. De Tieltse architect Steven De Vrieze ontwierp een vernieuwde 'omgeving' voor de tank, met een betonnen sokkel, herdenkingswand, vlaggenmasten met onder meer de Belgische en Poolse vlag en rondom het monument kasseien. Deze kasseien verwijzen naar de Tieltse straten zoals die er bijlagen tijdens de bevrijding. Bij de inhuldiging op 14 november van dat jaar was de Poolse ambassadeur Arthur Orzechowski aanwezig.